# Воронежский государственный аграрный университет
Воро́нежский госуда́рственный агра́рный университе́т и́мени импера́тора Петра́ I — университет в городе Воронеже. Второе высшее сельскохозяйственное учебное заведение РФ из двух старейших, открытых в Российской империи. Первое высшее учебное заведение в городе. Основан в 1912 году.

## История
Закон об открытии Воронежского сельскохозяйственного института был подписан Николаем II 9 июня 1912 года, который наложил резолюцию: «быть по сему». Закон гласил: «Учредить в городе Воронеже сельскохозяйственный институт императора Петра I с отнесением сего института к числу высших учебных заведений». Имя Петра I сельскохозяйственному институту было присвоено не случайно. Об этом просила городская Дума города Воронежа, указывая, что «имя Петра Великого тесно связано с Воронежским краем послужившим для гениального творца новой России своего рода опытным полем…».
В 1912 году на момент учреждения Воронежского сельскохозяйственного института в Российской империи существовало два сельскохозяйственных вуза — Московский (ныне Московская сельскохозяйственная академия имени К. А. Тимирязева) и Ново-Александрийский.
Торжественное открытие вуза состоялось в 1913 году в здании гимназии Морозовой. Об этом написала газета «Воронежский телеграф».
2 июля 1918 года Совет Народных Комиссаров РСФСР под председательством В. И. Ленина принял решение о выделение средств на строительство и оборудование института на сумму 6,4 миллиона рублей.
В 1930 году Воронежский СХИ разделили на несколько специализированных вузов. Вместо одного института появилось пять: Сельскохозяйственный институт, Землеустроительный институт, Химико-технологический институт, Лесной институт, Институт механизации сельского хозяйства. В период этих реорганизаций на базе ВСХИ возникли два новых вуза. Лесной факультет сельскохозяйственного института в 1930 году был преобразован в Лесной институт. Тогда же возник и Технологический институт.
В 1941 году Воронежский сельскохозяйственный институт, являлся вузом Наркомзема СССР и имел почтовый адрес: город Воронеж, Мичуринская улица, дом № 1. В годы Великой Отечественной войны вуз стал местом ожесточенных боев. В 1942—1944 гг. был эвакуирован в город Камень-на-Оби Алтайского края.
В 1961 году произошло объединение сельскохозяйственного института с Воронежским зоотехническо-ветеринарным институтом с сохранением двух факультетов последнего — ветеринарного и зооинженерного.
В 1967 году к 50-летию Великой Октябрьской социалистической революции ВСХИ было присвоено имя его первого ректора К. Д. Глинки.
11 января 1991 года приказом N5-К Государственной комиссии Совета Министров СССР по продовольствию и закупкам СХИ был преобразован в Государственный аграрный университет. Совет Министров РСФСР своим Постановлением N177-Н от 13 февраля сохранил вузу имя К. Д. Глинки.
С 1993 года приказом Министерства сельского хозяйства РФ Воронежскому университету в числе 14 ведущих аграрных вузов страны разрешено ввести многоуровневую структуру аграрного образования.
В 2011 году в связи с приближением 100-летнего юбилея университету возвращено прежнее имя «Воронежский государственный аграрный университет имени императора Петра I».
В 2012 году вуз торжественно отметил 100-летний юбилей со дня основания. 19 сентября 2012 года от лица федерального правительства министр сельского хозяйства РФ Николай Федоров поздравил университет с юбилеем и огласил приказ своего министерства о награждении университета медалью «За вклад в развитие агропромышленного комплекса», которая является высшей наградой Минсельхоза.
ВГАУ является одним из крупнейших научных центров Центрального Черноземья. В нём работали известные ученые — академик Б. А. Келлер, академик И. В. Якушкин, член-корреспондент АН СССР Б. М. Козо-Полянский, лауреат Сталинской премии профессор Н. А. Успенский, профессора В. Ф. Лейсле, П. И. Подгорный, Н. П. Макаров, О. Ф. Лопатина и многие другие.
10 ноября 2015 года Федеральной государственной службой по надзору в сфере образования и науки выдана бессрочная Лицензия № 1750 на право осуществления образовательной деятельности.
12 февраля 2021 года Федеральной государственной службой по надзору в сфере образования и науки выдано Свидетельство № 3494 о государственной аккредитации образовательной деятельности по основным профессиональным образовательным программам в отношении каждого уровня профессионального образования по каждой укрупненной группе профессий. Срок действия Свидетельства до 12 февраля 2027 года.

## Ректоры
1. Глинка Константин Дмитриевич — 1913—1917 и 1921—1922
2. Келлер Борис Александрович — 1917—1918
3. Добиаш Александр Антонович — февраль—декабрь 1918
4. Кобранов Николай Петрович — декабрь 1918—ноябрь 1919
5. Думанский Антон Владимирович — 1919—1920 и 1923—1926
6. Тюрин Александр Васильевич — 1927—1929
7. Кувшинов Иван Степанович — 1929—1930
8. Андреев Александр Александрович — 1932
9. Сапожников Павел Флегонтович — 1932—1933
10. Заславский Георгий Гаврилович — 1933—1934
11. Никулихин Яков Петрович — 1934—1937
12. Лобанов Павел Павлович — 1937
13. Березко Сергей Петрович — 1937—1939
14. Рындин Тимофей Васильевич — 1939
15. Морыганов Алексей Николаевич — 1939—1947 (до этого был ректором МЗИКК)
16. Тищенков Георгий Антонович — 1947—1955
17. Афанасьев Илларион Афанасьевич — 1955—1960
18. Веньяминов Алексей Николаевич — 1960—1965
19. Александров Николай Павлович — 1965—1967
20. Коренев, Григорий Васильевич — 1967—1978
21. Курносов Андрей Павлович — 1978—1979
22. Артемов Борис Тихонович — 1979—1984
23. Шевченко Владимир Ефимович — 1984 и 1991—2004
24. Востроилов Александр Викторович — 2005—2010
25. Котарев Вячеслав Иванович — 2010—2015
26. Бухтояров Николай Иванович — 2015—2020
27. Попов Алексей Юрьевич — август 2020—март 2021
28. Закшевская Елена Васильевна[11] — март 2021—октябрь 2021
29. Агибалов Александр Владимирович[12] — октябрь 2021—по н.в.

## Учебные корпуса
- Главный учебный корпус — ул. Мичурина,1
- Учебный корпус агроинженерного факультета — ул. Тимирязева, 13
- Корпус кафедры физвоспитания — ул. Дарвина, 16а
- Учебный корпус зоотехнического факультета — ул. Ломоносова, 114б
- Ветеринарная клиника — ул. Ломоносова, 112
- Экспоцентр — ул. Тимирязева, 13а
- Учебный корпус «Южный» — ул. Ломоносова, 81д к2

## Общежития
- Общежитие № 1 — ул. Ломоносова, 92
- Общежитие № 2 — ул. Ломоносова, 94
- Общежитие № 3 — ул. Дарвина, 16
- Общежитие № 4 — ул. Ломоносова, 81д
- Общежитие № 5 — ул. Дарвина, 5
- Общежитие № 6 — ул. Тимирязева, 21
- Общежитие № 7 — ул. Дарвина, 9
- Общежитие № 8 — ул. Ломоносова, 114/2
- Общежитие № 9 — ул. Дарвина, 7

|  |  |  |  |

## ВГАУ как объект культурного наследия
Комплекс зданий Сельскохозяйственного института им. Императора Петра l: главный корпус (учебный) (ул. Мичурина, д. 1), «Директорский» корпус (ул. Тимирязева, д. 3), «Профессорский» корпус (ул. Тимирязева, д. 1), корпус «Служителей» (ул. Тимирязева, д. 15), студенческое общежитие (ул. Тимирязева, д. 11), здание электростанции (ул. Тимирязева, д. 19), Дендрологический парк и ряд общежитий в соответствии с Постановлением Совета Министров РСФСР от 4 декабря 1974 г. № 624 "О дополнении и частичном изменении Постановления Совета Министров РСФСР от 30 августа 1960 г. № 1327 «О дальнейшем улучшении дела охраны памятников культуры в РСФСР», Указом Президента РФ от 20 февраля 1995 г. № 176 «Об утверждении Перечня объектов исторического и культурного наследия федерального (общероссийского) значения» является объектом культурного наследия федерального (общероссийского) значения.

## Русская православная церковь
- Домовой храм университета — Крестовоздвиженский храм[13].